# Flakaskär, Hangö
Flakaskär är en ö i Finland. Den ligger i Finska viken och i kommunen Hangö i den ekonomiska regionen  Raseborg i landskapet Nyland, i den södra delen av landet. Ön ligger omkring 100 kilometer väster om Helsingfors.
Öns area är 2,6 hektar och dess största längd är 250 meter i nord-sydlig riktning. Ön höjer sig omkring 10 meter över havsytan.